# Trinity (Teksas)
Trinity – miasto w Stanach Zjednoczonych, w stanie Teksas, w hrabstwie Trinity.